# Elia Campagna
Elia Campagna (Cattolica, 7 ottobre 1989) è un pattinatore artistico a rotelle italiano.

## Biografia
Esprime la sua passione per il pattinaggio artistico all'età di soli tre anni, iniziando sei mesi dopo a frequentare una prima scuola.
Dal 1994 al 2003, in coppia con Giada Dall'Acqua, partecipa al primo Campionato Europeo (categoria Cadetto) conquistando, nel 2003, la Medaglia di Bronzo, presso Hettange Grande.
Nel 2004, ingaggiato dall'allenatrice "Manuela Di Giacomoantonio", presso la Pietas Julia di Misano Adriatico, gli viene proposto di iniziare un nuovo percorso sportivo con "Dalila Laneve", nella specialità coppia danza, partecipando al loro primo Campionato Europeo insieme e classificandosi al quarto posto, categoria Jeunesse. Continuando nella categoria Jeunesse, la coppia conquista la Medaglia d'Argento ai Campionati Italiani e la Medaglia d'Argento ai Campionati Europei, a Rence (Slovenia).
Nel 2006 e nel 2007, in categoria junior, Campagna conquista nuovamente altre due Medaglie d'Argento ai Campionati Italiani e una Medaglia d'Argento ai Campionati d'Europa (Monza, 2006)
Nel 2007 al Campionato Europeo, Elia Campagna conquista la Medaglia d'Oro affermandosi Campione d'Europa (Francia, 2007). Nello stesso anno la coppia gareggia ai Campionati del Mondo, presso il Gold Cost in Australia, classificandosi come i migliori quarti atleti al mondo.
In categoria Senior, anno 2008, Elia Campagna si riconferma Campione d'Europa per il secondo anno consecutivo (Fuengirola, 2008).
Negli anni a seguire, Elia continua a mantenere alta la nazionale italiana in Europa conquistando: una Medaglia di Bronzo (2010); una Medaglia d'Argento (2011); vincendo inoltre il trofeo "Yuri una vita che continua" (2010).
Elia Campagna nel 2012 gareggia al suo ultimo Campionato Europeo chiudendo la sua carriera atletica con un 1º posto che lo riconferma Campione Europeo.
Attualmente è un allenatore di pattinaggio artistico a rotelle, specialità "solo dance" e "coppia danza".
Nel corso della sua carriera atletica viene premiato con tre Medaglie al Valore Atletico (2009-2010-2011).
Nel 2019, Elia Campagna ha fondato "Gioia", un evento nazionale ed internazionale di sport e musica.
Nel 2024 insieme a Luca D'Alisera presenta ai World Skate Games di Rimini, Benedetta Altezza la quale si laurea Campionessa del Mondo nella massima categoria.

## Riconoscimenti
| Anno | Premio                   | Luogo |
| 2009 | Medaglia Valore Atletico | Roma  |
| 2010 | Medaglia Valore Atletico | Roma  |
| 2011 | Medaglia Valore Atletico | Roma  |
| ---- | ------------------------ | ----- |

Nel Settembre del 2021 gli viene assegnata la quarta Medaglia al Valore Sportivo conquistata nel Settembre del 2012.

## Palmarès
| Anno | Manifestazione     | Sede    | Evento | Risultato | Prestazione | Note |
| ---- | ------------------ | ------- | ------ | --------- | ----------- | ---- |
| 2007 | Campionato Europeo | Francia | Gara   | 1º        |             |      |
| 2008 | Campionato Europeo | Spagna  | Gara   | 1º        |             |      |
| 2012 | Campionato Europeo | Francia | Gara   | 1º        |             |      |